# 親方町
親方町（おやかたまち）は、江戸期から現在にかけての青森県弘前市の地名。郵便番号は036-8191。2017年6月1日現在の人口は76人、世帯数は53世帯。

## 地理
青森県道28号岩崎西目屋弘前線の終点で、土手町・新鍛冶町から元長町にかけての筋道の町で、元長町にかけて坂になっている。町域の北部は元寺町・一番町、北東部は土手町、東部は新鍛冶町、南部は鍛冶町・本町、西部は元長町に接する。

## 歴史
- 弘前城築城時 - 現在の下白銀町・元大工町の間に東西に走る町並みがあり、当時当地の主要部であった。
- 正保3年 - 町屋として町割り（津軽弘前城之絵図）。
- 慶安2年 - 築城時の町並みを含めた親方町が見え、屋号をもつ商家が集住し、屋敷が39軒（弘前古御絵図）。
- 延宝5年9月 - 当地からあがった火の手が塩分町まで広がり、当地と塩分町を全焼。侍屋敷10軒、町年寄・町屋85軒が焼失（国日記）。また、家屋160軒が焼失ともある（元禄日記）。
- 貞享3年 - 大手町とも称していた（津軽史）。
- 元禄6年 - 大店のある商人町（平山日記）。
- 享保4年頃 - 下白銀町・元大工町との町並みは無くなり、現在の町域となる。町内には絵師・鎚屋・商家など31軒と御用屋敷が置かれている（町屋数円）。
- 宝暦6年 - 武家屋敷が姿を消し、町屋が33軒（弘前町惣屋鋪改大帳）
- 明治初年 - 町の状況は茶店・燕脂屋・餅屋等があった（国誌）。

### 沿革
- 江戸期 - 弘前城下の一町。
- 明治初年～明治22年 - 弘前を冠称。
- 1899年（明治22年） - 弘前市に所属。

### 地名の由来
現在の下白銀町の追手門付近に町年寄松井・松山両家があり、町年寄を町親方と称したので、それにちなむものと思われる。

## 施設

### 医療
- 征木内科医院

### 商業
- オザキフローリスト
- 株式会社コーナン
- 弘前倉庫株式会社 農業事業部
- 株式会社大周
- 弘前損保株式会社
- ローソン弘前親方町店
- 成田書店
- 有限会社パール堂
- 白十字砂糖株式会社

### 金融
- 青森みちのく銀行親方町支店・土手町支店

## 小・中学校の学区
市立小・中学校に通う場合、学区は以下の通りとなる。
| 大字   | 番地 | 小学校             | 中学校             |
| ------ | ---- | ------------------ | ------------------ |
| 親方町 | 全域 | 弘前市立時敏小学校 | 弘前市立第一中学校 |

## 交通
- 弘南バス

青森銀行前（弘前駅 - 金属団地・桜ヶ丘線、他）停留所。